# Jo Klaps
Jo Klaps (Bree, 16 december 1962) is een Belgische ontwerper met een ontwerpstudio in Meise. Jo Klaps is samen met zijn vrouw Christel Geelen actief als scenograaf van tentoonstellingen en is professor aan de Faculteit Architectuur en kunst van de UHasselt.

## Studies en loopbaan
Klaps volgde een klassieke humaniora Latijn-Grieks aan het Montfortcollege in Rotselaar. Van 1980 tot 1985 studeerde hij Interieurarchitectuur aan het vroegere Provinciaal Hoger Architectuur Instituut in Hasselt, nu de Faculteit Architectuur en kunst van de UHasselt.
Naast scenograaf is hij ook actief als grafisch vormgever. Hiervoor volgde hij verschillende druktechniek opleidingen bij PlaatsMaken in Arnhem.

## Werk

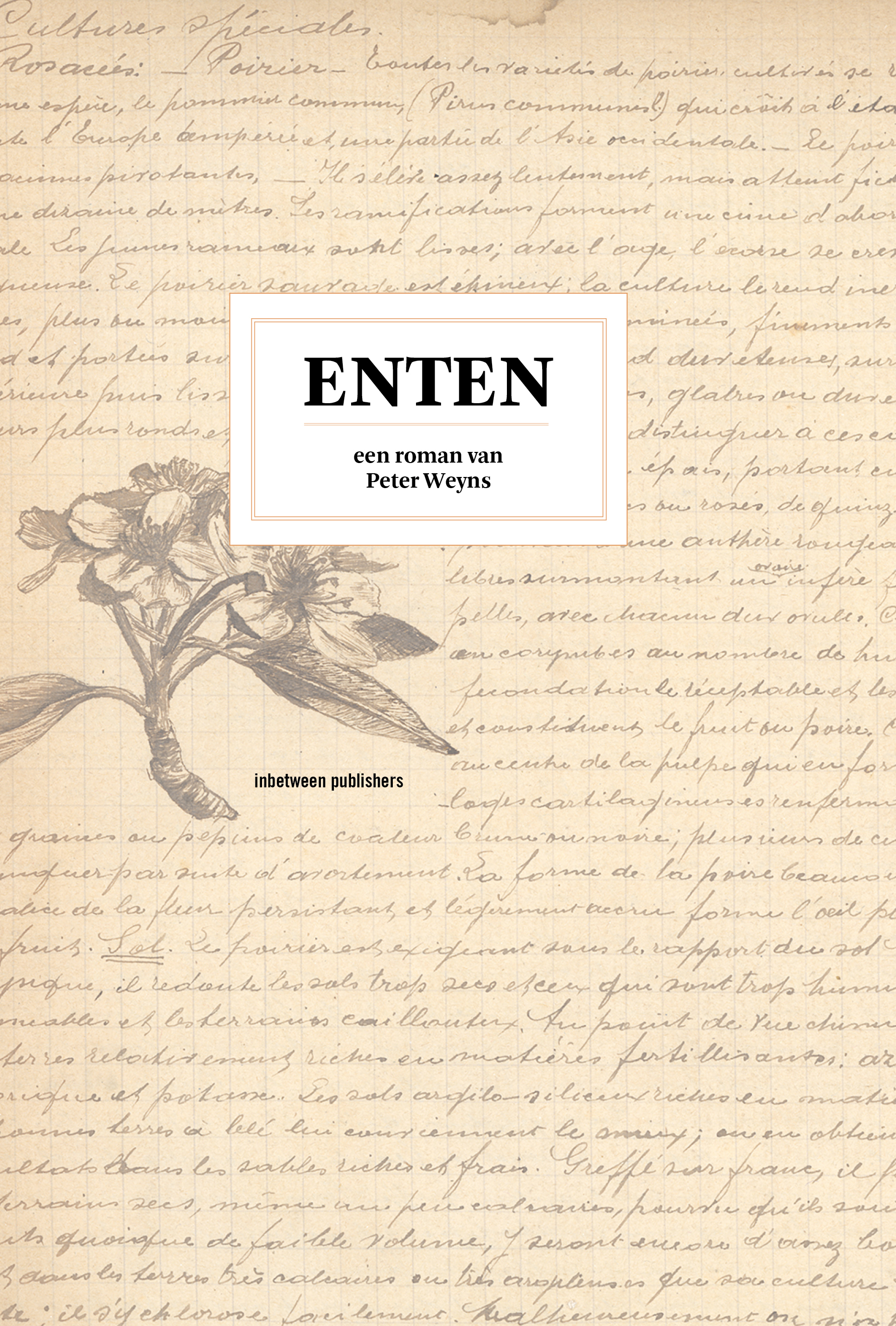
Een omslagontwerp van Jo Klaps, bij een boek van Peter Weyns

Jo Klaps is medeoprichter van het ontwerpcollectief Het Labo (1987) en oprichter van ontwerpstudio Brussels Lof. Daarnaast richtte hij uitgeverij Inbetween op, een uitgeverij die zicht focust op speciale kunstuitgaven. Inbetween gaf onder andere de boeken Zoetzuur (2006) en On the Move (2015) uit voor jeugdvriend Johan Clijsters, het boek Stencils voor Mirko Krabbé en verschillende catalogi van Het Labo met werk van o.a. Huub Berger, Ick Reuvis en Linde Hermans. 
Voor C-mine in Genk verzorgde Klaps de tentoonstellingen rondom Tim Burton (2018) en Tim Walker (2020). In 2019 realiseerde hij het Migratiemuseummigration in Brussel dat op 28 april 2022 het European Heritage Label ontving.
Op 7 februari 2023 won hij de Henry Van de Velde Graphic Gold award met het project Fontrescue. Met dit project won hij tevens de Henry van de Velde Public award. Fontrescue is een project waarbij oude letters op gevels, grafstenen en andere publieke plaatsen aangevuld worden tot een alfabet en daarna gedigitaliseerd worden om ze hergebruiken. 

## Prijzen
- Prijs Louis De Poortere, 1984
- Street Art Maaseik, 1988
- Provinciale prijs voor Vormgeving van de provincie Vlaams-Brabant in 1998
- Henry van de Velde Graphic Gold Award, 2023
- Henry van de Velde Public Award, 2023

## Tentoonstellingen
- Let’s stick together, LABO, Istanbul, Turkije 2010.
- Let’s stick together, LABO, Design Vlaanderen Brussel, B 2010.
- Beyond food and design, C-mine Genk B 2015.
- Black, 30 jaar Het Labo, C-mine Genk B 2017.
- LABO ENZOo, Vennestraat Genk, 2023